# Marko Lekić
Marko Lekić (in serbo Марко Лекић?; Valjevo, 19 febbraio 1985) è un ex cestista serbo.

## Palmarès
- YUBA liga: 1

Partizan Belgrado: 2003-03
- Campionato montenegrino: 1

Budućnost: 2009-10
- Coppa del Montenegro: 1

Budućnost: 2010